# Schussfaden

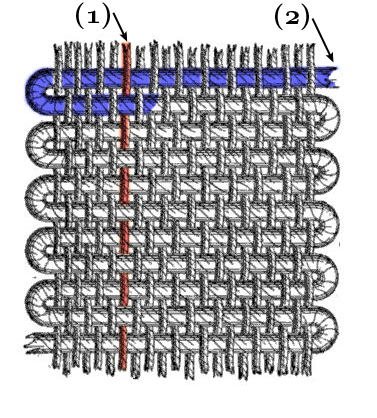
Kettfaden (1) und Schussfaden (2)
am Beispiel einer Leinwandbindung

Als  Schussfaden (auch Schuss, Eintrag oder Einschlag genannt)   wird der im  textilen Gewebe   quereingetragene Faden bezeichnet, der im rechten Winkel zu den Kettfäden  verläuft.
Ebenso  wird aber auch der gestreckt in einer Maschenware liegende Faden bezeichnet, der selbst keine Maschen und Henkel  bildet,  aber durch Maschen anderer Fäden in der Ware gehalten wird und damit ein Bindungselement darstellt. Bei Strickwaren und Kulierwirkwaren verläuft der Schuss meist über die gesamte Warenbreite,  bei  Kettenwirkwaren  kann sowohl ein Durchschuss (über die gesamte Breite)  als auch ein Teilschuss eingelegt werden.
Die Bezeichnung  Schussfaden wird zurückgeführt auf die  Gewebeherstellung, bei der dieser Faden mittels  eines  Schützen  durch das Webfach geschossen wird. Bei Maschenwaren wird der Schussfaden nicht geschossen, sondern über eine Schusslegeeinrichtung wie z. B.  den Schussfadenführer in den Maschengrund eingelegt.